# The Ways of Yore
The Ways of Yore – jedenasty studyjny album norweskiego blackmetalowego projektu Burzum. Wydawnictwo ukazało się 2 czerwca 2014 roku nakładem wytwórni muzycznej Byelobog Productions. Album zachował gatunek ambient, charakterystyczny dla poprzedniego albumu Sôl austan, Mâni vestan (2013), aczkolwiek wprowadził on także partie wokalne. Album dotarł do 40. miejsca fińskiej listy przebojów.
Okładkę albumu stanowi ilustracja autorstwa Gustave'a Dorégo zaczerpnięta z tomiku poezji Alfreda Tennysona „Idylls of the King”.

## Lista utworów
Opracowano na podstawie materiału źródłowego.
| Nr  | Tytuł utworu                                   | Długość |
| --- | ---------------------------------------------- | ------- |
| 1.  | „God from the Machine” (utwór instrumentalny)  | 01:40   |
| 2.  | „The Portal” (utwór instrumentalny)            | 02:19   |
| 3.  | „Heil Óðinn”                                   | 03:11   |
| 4.  | „The Lady in the Lake”                         | 04:39   |
| 5.  | „The Coming of Ettins”                         | 04:36   |
| 6.  | „The Reckoning of Man”                         | 07:16   |
| 7.  | „Heil Freyja”                                  | 01:56   |
| 8.  | „The Ways of Yore”                             | 06:11   |
| 9.  | „Ek fellr (I Am Falling)”                      | 02:54   |
| 10. | „Hall of the Fallen”                           | 05:06   |
| 11. | „Autumn Leaves” (utwór instrumentalny)         | 04:50   |
| 12. | „Emptiness” (utwór instrumentalny)             | 13:13   |
| 13. | „To Hel and Back Again” (utwór instrumentalny) | 10:44   |
|     |                                                | 1:08:35 |